# Pearl
Pearl — четвёртый студийный альбом Дженис Джоплин, записанный продюсером Полом Ротшильдом в сентябре — октябре 1970 года и выпущенный компанией Columbia Records 11 января 1971 года, спустя четыре месяца после смерти певицы.

## Об альбоме
Диск получил высочайшие оценки критиков, был объявлен шедевром, лучшим альбомом певицы, одним из лучших произведений белого блюза. Pearl возглавил списки Billboard 200.

## Список композиций
1. «Move Over» (Janis Joplin) — 3:43
2. «Cry Baby» (Jerry Ragovoy, Bert Berns) — 3:58
3. «A Woman Left Lonely» (Dan Penn, Spooner Oldham) — 3:29
4. «Half Moon» (John Hall, Johanna Hall) — 3:53
5. «Buried Alive in the Blues» (Nick Gravenites) — 2:29
6. «My Baby» (Jerry Ragovoy, Mort Shuman) — 3:26
7. «Me and Bobby McGee» (Kris Kristofferson, Fred Foster) — 4:33
8. «Mercedes Benz» (Janis Joplin, Bob Neuwirth, Michael McClure) — 1:48
9. «Trust Me» (Bobby Womack) — 3:17
10. «Get It While You Can» (Jerry Ragovoy, Mort Shuman) — 3:27

## Участники записи
- Janis Joplin — вокал
- Clark Pierson — ударные, бэк-вокал
- Bobbye Hall — конги, перкуссия
- Phil Badella — бэк-вокал
- Brad Campbell — бас-гитара
- Ken Pearson — орган
- Bobby Womack — акустическая гитара
- Richard Bell — фортепиано
- Sandra Crouch — тамбурин
- John Till — гитара